# Wierieja
Wierieja (ros. Верея) – miasto w Rosji, w obwodzie moskiewskim, 113 km na południowy zachód od Moskwy. W 2020 liczyło 5 088 mieszkańców.